# Vuurland
Vuurland (Tierra del Fuego in het Spaans en Engels) is een archipel (eilandengroep) aan het zuidelijkste uiteinde van Zuid-Amerika. De archipel bestaat uit het hoofdeiland Isla Grande de Tierra del Fuego van 48.100 km² en verschillende kleinere eilanden, in totaal 73.753 km². Het archipelgebied werd in 1881 verdeeld tussen Argentinië en Chili. Tierra del Fuego is ook de naam voor een van de 23 provincies van Argentinië.

## Naam
De naam is bedacht door Ferdinand Magellaan (1480-1521). Hij was de eerste Europeaan die door de naar hem genoemde zeestraat voer en hij zag vuren op de eilanden branden. Dit waren de vuren van de oorspronkelijke bewoners van deze eilanden, de Yahgan. In veel West-Europese talen is de naamgeving een woordelijke, nationale vertaling van Land van het vuur of Land van vuur. Alleen het Engels heeft het oudere Fireland vervangen door Tierra del Fuego.

## Geografie
De archipel bevindt zich ten zuiden van het Zuid-Amerikaanse vasteland, gescheiden door de Straat van Magellaan.
Het hoofdeiland, Isla Grande de Tierra del Fuego, is verdeeld over de twee landen Chili en Argentinië: het westelijke deel ten westen van 68°36'30" westerlengte plus de vele eilanden ten zuiden van het Beaglekanaal behoren tot Chili, het oostelijk deel behoort tot Argentinië.
Het zuidelijkste deel van de archipel bevindt zich bij 55°59' zuiderbreedte. Ter vergelijking: de Schotse hoofdstad Edinburgh ligt op 55°58' noorderbreedte, het Zuid-Zweedse Helsingborg op 56°03' noorderbreedte.

## Kaap Hoorn
Het zuidelijke punt van de archipel vormt Kaap Hoorn, waar de Nederlandse ontdekkingsreizigers Willem Cornelisz Schouten en Jacob le Maire op 26 januari 1616 voor het eerst omheen voeren. Zij noemden deze kaap naar de stad Hoorn, de geboorteplaats van Schouten. In het Spaans is dat verbasterd tot Cabo de Hornos (kaap van de ovens), wellicht onder invloed van de naam Vuurland. Deze naam komt ook terug in de naam van het zuidelijkste eilandje van de archipel, Hornos-eiland.

## Plaatsen
De hoofdplaats van het Argentijnse gedeelte is Ushuaia, de zuidelijkste stad ter wereld. De grootste stad is echter Río Grande met zo'n 80 000 inwoners. Door zijn fabrieken, waaronder Philips, is deze stad aantrekkelijk voor werkzoekenden, waardoor het de snelst groeiende stad van Argentinië is.
De belangrijkste stad op de Chileense kant van het eiland is Porvenir.

Verdeling van hoofdeiland Isla Grande de Tierra del Fuego

Enkele andere plaatsen op het hoofdeiland zijn:
- Cameron, een plaats gelegen aan Bahía Inútil.
- Lago Escondido, een plaatsje met minder dan 100 inwoners.
- Tolhuin, een dorp met 1382 inwoners, gelegen aan het meer Lago Fagnano.

## Economie
Historisch gezien was de veehouderij (schapen) de belangrijkste economische activiteit in zuidelijk Argentinië.
Om de ontwikkeling van industrie te bevorderen heeft de Argentijnse regering voor Vuurland een gunstig fiscaal regime georganiseerd, met vrijstelling van btw en federale inkomstenbelasting.
Ten gevolge hiervan hebben veel maakbedrijven, vooral uit de elektronicasector, fabrieken geopend in de stad Río Grande.

## Natuur
Het gebied bestaat voor het grootste deel uit dor gras, waar alleen guanacos en schapen zich mee kunnen voeden. Ook op de dichtbijgelegen Falklandeilanden zijn veel schapen maar geen guanacos. Verder is het landschap ruig te noemen met meren, rivieren, gletsjers en ijzige bergen. De rivieren bevatten forel, zalm en hier en daar een otter. Op de rotsachtige kliffen zijn ook pinguïns en zeeleeuwen te zien.

### Parken
- Nationaal park Tierra del Fuego

### Dieren
- Amerikaanse reuzenijsvogel (Megaceryle torquata)
- Andescondor (Vultur gryphus)
- Andesvos (Pseudalopex culpaeus)
- Bergbeekeend (Merganetta armata)
- Blauwe vinvis (Balaenoptera musculus)
- Canadese bever (Castor canadensis)
- Chimango (Milvago chimango)
- Coscorobazwaan (Coscoroba coscoroba)
- Doornhaai (Squalus acanthias)
- Grote fuut (Podiceps major)
- Guanaco (Lama guanicoe)
- Kelpgans (Chloephaga hybrida)
- Koningspinguïn (Aptenodytes patagonicus)
- Kuifcaracara (Caracara plancus)
- Kustotter (Lontra felina)
- Magelhaenpinguïn (Spheniscus magellanicus)
- Magelhaenspecht (Campephilus magellanicus)
- Manenrob (Otaria flavescens)
- Noordse stern (Sterna paradisaea)
- Orka (Orcinus orca)
- Patagonische vos (Lycalopex griseus)
- Reuzenbooteend (Tachyeres pteneres)
- Vliegende booteend (Tachyeres patachonicus)
- Vuurkroonkolibrie (Sephanoides sephanoides)
- Wenkbrauwalbatros (Thalassarche melanophris)
- Zuid-Amerikaanse zeebeer (Arctocephalus australis)
- Zuid-Amerikaanse zwarte scholekster (Haematopus ater)
- Zuidelijke rivierotter (Lontra provocax)
- Zuidkaper (Eubalaena australis)

## Mamihlapinatapai
Het Guinness Book of Records vermeldt een woord uit de op de Vuurland gesproken taal Yahgan, het zou een van de moeilijkste woorden zijn om te vertalen. Het gaat om het woord mamihlapinatapai. De betekenis is: de blik die wordt uitgewisseld door twee mensen die geen initiatief willen of durven nemen om iets aan te bieden, maar wel hopen dat de ander dat doet.

## Afbeeldingen

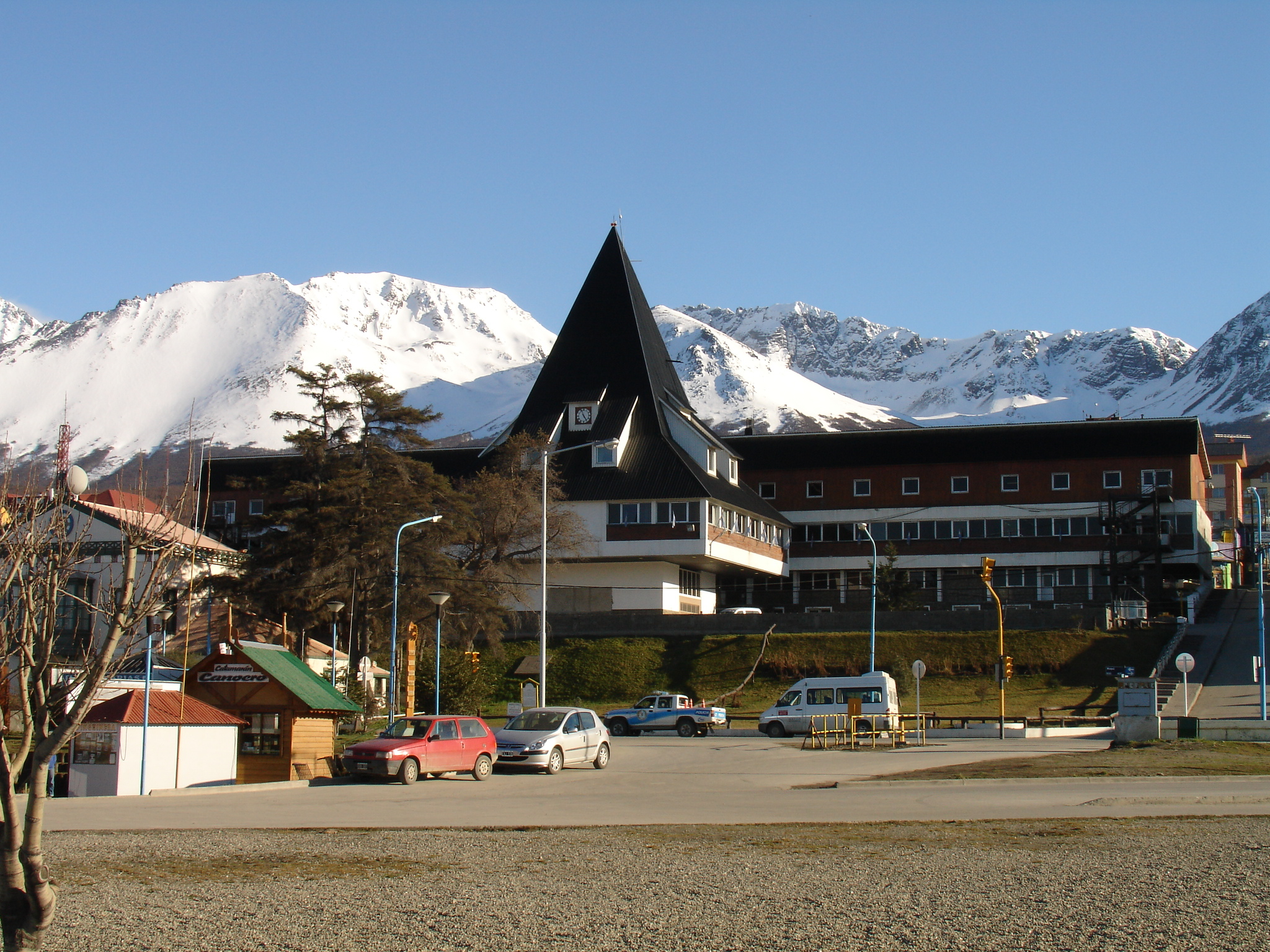
Provinciehuis in Ushuaia
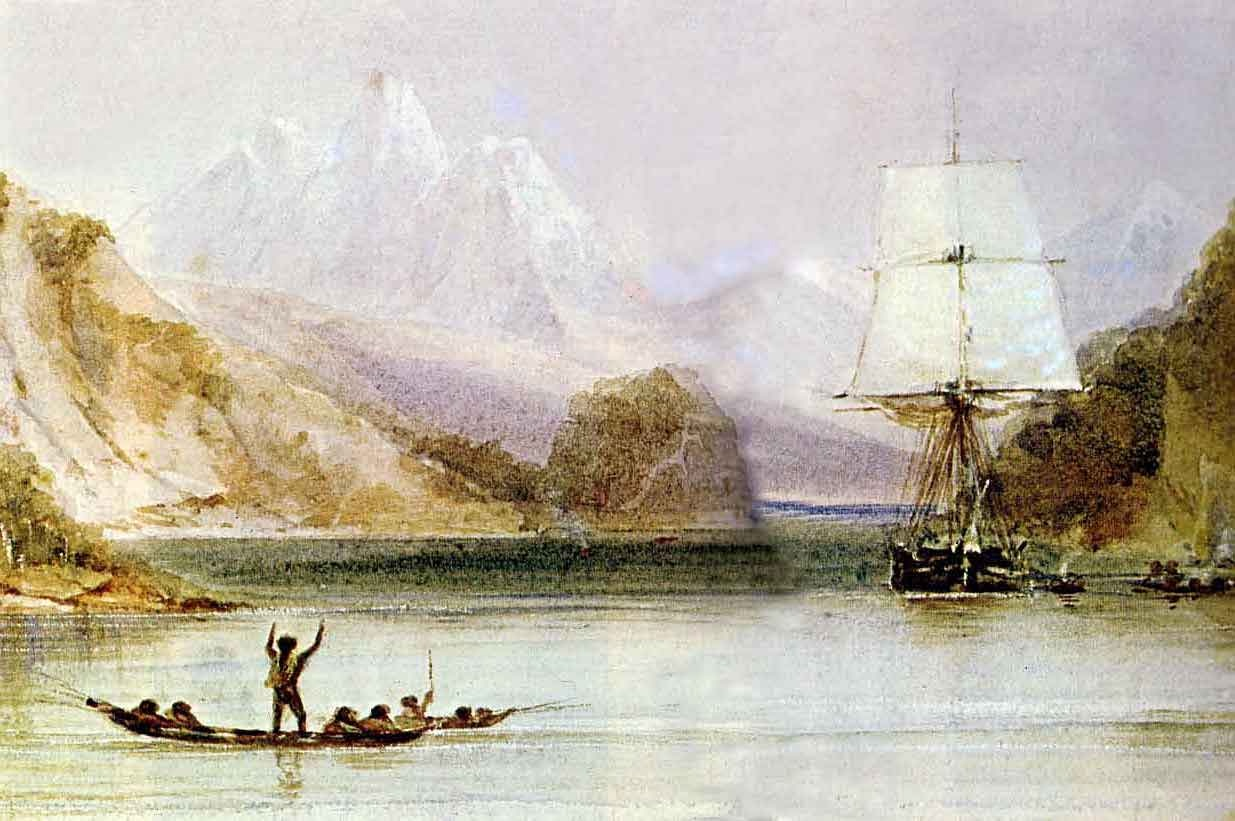
Inheemse bewoners van Vuurland groeten de Beagle, het schip van Charles Darwin, in 1832.